# Jaime Zea
Jaime Alejandro Zea Usca (Huayopata, 17 de febrero de 1960) es un empresario y político peruano. Fue alcalde del distrito de Villa El Salvador desde el 1 de enero del 2003 hasta el 31 de diciembre del 2010. Postuló a la alcaldía de la ciudad de Lima por el Partido Popular Cristiano en el 2014.

## Biografía
Nació en el pueblo de Huyro en el Distrito de Huayopata, ubicado en la Provincia La Convención del departamento del Cusco, el 17 de febrero de 1960. Migró a la ciudad de Lima junto a su familia, y se instalaron en el Distrito de Villa El Salvador.
A los 15 años inició su participación en la comunidad cristiana del Segundo Sector junto al Padre Eugenio Kirke. En 1979, junto con otros jóvenes, fundó la Asociación Cultural Rickchari, uno de los primeros grupos juveniles de arte y cultura de Villa El Salvador.
Realizó estudios técnicos de Administración de Empresas en la Escuela Tecnológica de Administración y un diplomado de Estudios en Sociología en la Pontificia Universidad Católica del Perú. Además, ha participado como expositor y conferencista en diferentes eventos nacionales e internacionales como especialista en temas municipales, desarrollo local y democracia participativa.

## Carrera política
Jaime Zea se inició en la actividad política como miembro de Izquierda Unida y en 1982, Zea logró ser elegido como regidor del Distrito de Villa El Salvador durante la gestión de Michel Azcueta. Dentro de su gestión, impulsó la creación del Programa Municipal del Vaso de Leche en el distrito. Fue reelegido en este mismo cargo en las elecciones municipales de 1986. En 1995 se integró al partido Somos Perú y fue nuevamente elegido como regidor para 2 periodos.

### Alcalde de Villa El Salvador
En las elecciones municipales del año 2002, Zea decidió postular a la alcaldía del Distrito de Villa El Salvador por la alianza Unidad Nacional de Lourdes Flores. Finalmente, Zea fue elegido como alcalde de Villa El Salvador para el periodo municipal 2003-2006.
Sus principales obras como alcalde fueron la construcción de la Casa Municipal, la pavimentación y rehabilitación de diversas avenidas como la segunda vía de la Av. Micaela Bastidas, la Av. Revolución y la Av. Central. Además, las construcciones de las alamedas de la Av. Cesar Vallejo, la Av. El Sol, entre otras.
Durante su gestión, se recuperó la vía pública  de las avenidas Juan Velasco y Revolución, invadida por comerciantes que posteriormente fueron trasladados al local que con apoyo municipal lograron adquirir.[cita requerida] En el espacio recuperado se construyó la continuación de la alameda de la juventud. También se le reconoce el trabajo por los jóvenes del distrito promoviendo la creación y construcción de las casas de la juventud y la creación y consolidación de la red distrital de municipios escolares, organización que obtuvo el reconocimiento de la Fundación Telefónica. En torno al tema de participación ciudadana, se consolidó el presupuesto participativo, experiencia de participación ciudadana que logró sincerar a través de una consulta ciudadana que se realizó en diciembre de 2010.[cita requerida]
Fue reelegido como alcalde por el partido Restauración Nacional en las elecciones del año 2006. Intentó una tercera reelección en el 2010 con el Partido Popular Cristiano, sin embargo, no obtuvo éxito tras ser vencido por Santiago Mozo Quispe de Perú Posible.
En 2013, fue elegido como regidor de la Municipalidad de Lima ante el proceso de revocatoria.

### Candidato en 2014
En junio del 2014, el Partido Popular Cristiano lo eligió como candidato a la alcaldía de la ciudad de Lima para las elecciones municipales. Dentro de la campaña, sus principales propuestas se enfocaron en la seguridad y en el tema de transportes. Generó polémicas sus afiches de campaña, donde en una de ellas se publicó como “hoy es viernes de chiquitingo" y en otra imitando al personaje ficticio de El Zorro.
Finalmente, obtuvo el sexto puesto con menos del 2.5% de los votos.
Postuló al Congreso de la República en las elecciones parlamentarias del 2016 por Alianza Popular y luego en las elecciones parlamentarias extraordinarias del 2020 como miembro del partido Alianza para el Progreso desde el 2018, donde anteriormente postuló a la alcaldía de Villa El Salvador en las elecciones municipales.

## Controversias
En febrero del 2014, el municipio del Distrito de Villa El Salvador denunció a Zea y a otros funcionarios de su gestión por malversación de fondos durante su labor como alcalde.